# Norrbyberg
Norrbyberg är en ort i Lycksele kommun, Västerbottens län. Orten klassades som en småort fram till 2005 då folkmängden i området hade understigit 50 personer.